# 福島大学の人物一覧
福島大学の人物一覧（ふくしまだいがくのじんぶついちらん）は、福島大学に関係する人物の一覧記事。

## 教職員

### 人間発達文化学類
- 新井浩 - 教授、芸術学
- 横島浩 - 教授、作曲・音楽理論
- 渡邊晃一 - 教授、美術家

### 行政政策学類
- 荒木田岳 - 教授、地方政治史・地方行政論
- 今西一男 - 教授、社会学・都市計画

### 食農学類
- 新田洋司 - 教授、作物学・栽培学・熱帯農学
- 小山良太 - 教授、農業経済学・地域経済学

### 教育推進機構
- 功刀俊洋 - 教授、日本政治史

## 元教員

### 人間発達文化学類
- 川本和久 - 教授、陸上競技、トレーニング論
- 嶋津武仁 - 教授、作曲家
- 中村泰久 - 元学類長、教授、天文学専攻、理科教育担当
- 西内裕一 - 教授、教育学 - シティズンシップ教育、生活指導専攻、社会科教育学、保育内容「人間関係」担当
- 栗原秀幸 - 教授、数学

### 行政政策学類
- 新谷崇一 - 教授、スポーツ文化論
- 今井照 - 教授、行政学、地方自治
- 黒崎輝 - 准教授、国際政治学
- 丹波史紀 - 准教授、社会福祉学
- 星埜惇 - 教授、元学長

### 経済経営学類
- 清水修二 - 教授、地方財政論、副学長
- 伊部正之 - 教授、労働経済論

## OB・OG

### 政界
- 佐治幸平 - 衆議院議員、若松市長、自由民権運動家
- 野木善三郎 - 衆議院議員、福島新聞社主、公証人
- 鈴木寅彦 - 衆議院議員、若松市長
- 唐橋東 - 元衆議院議員（日本社会党）、喜多方市長
- 下田京子 - 元参議院議員（日本共産党）
- 小見山幸治 - 元参議院議員（無所属）、元参議院経済産業委員長
- 金子恵美 - 衆議院議員（無所属）、元参議院議員、内閣府大臣政務官兼復興大臣政務官
- 岩渕友 - 参議院議員（日本共産党）

### 行政
- 安部三十郎 - 米沢市長、行政書士
- 遠藤雄幸 - 川内村長、川内村議会議員、実業家
- 大友喜助 - 角田市長
- 河原田穣 - 福島市長、福島市総務部長
- 清水一郎 - 群馬県知事
- 村田文雄 - 福島県副知事

### 財界
- 板垣康義 - ジャックス会長CEO、日本クレジット協会副会長
- 加藤博敏 - ピーエイ創業者・社長
- 笹原辰太郎 - 石川鉄道社長
- 鈴木辰雄 - 羽後銀行及び北都銀行頭取
- 中山善郎 - コスモ石油社長、日本アラブ協会会長
- 丹羽厚悦 - 山形銀行頭取
- 幕田圭一 - 元東北電力社長・会長、元東北経済連合会会長、元東北観光推進機構会長
- 武井優 - 東京電力副社長
- 福田修二 - 元太平洋セメント社長、元セメント協会会長
- 水落辰也 - セブン・フィナンシャルサービス社長、セブン・カードサービス社長

### 研究者・学者
- 小林栄 - 猪苗代高等小学校教頭（野口英世博士の恩師）
- 二階堂トクヨ - 東京女子師範学校（現お茶の水女子大学）教授、日本女子体育大学二階堂学園創設
- 小田信士 - 弘前学院名誉院長、宮城学院長兼宮城学院女子大学学長(キリスト教経済思想史)
- 渡辺源次郎 - 福島大学学長、経済学史
- 高松和男 - 東北大学教授を経て初代創価大学学長、経済学博士、日本経営分析学会（日本経済会計学会）初代会長
- 加藤一夫 - 元静岡大学学長、(社会経済思想史)
- 加藤司 - 大阪市立大学名誉教授、大阪商業大学教授
- 新田忠誓 - 慶應義塾大学教授を経て一橋大学名誉教授、日本簿記学会会長、会計学
- 田代善太郎 - 植物学
- 遠藤豊吉 - 教育評論家
- 高橋華王 - 東京理科大学教授、古武道研究者
- 佐藤昌一郎 - 法政大学教授、財政学、野呂栄太郎賞受賞
- 米川直樹 - 三重大学教授、スポーツ科学
- 沢山美果子 - 女性史研究者
- 菊池一隆 - 大阪教育大学を経て愛知学院大学教授、中国史
- 加藤司 - 大阪市立大学教授、商学
- 須田一幸 - 神戸大学教授を経て早稲田大学教授、会計学、会計研究学会賞受賞
- 柳井雅也 - 東北学院大学教授、地域経済論
- 戴峰 - 東北大学特別研究者、中村総合科学研究所主任研究員
- 片山善博 - 日本福祉大学教授、日本哲学会評議員、哲学
- 鳴沢真也 - 兵庫県立大学西はりま天文台天文科学専門員、天文学
- 萩原伸次郎 - 横浜国立大学名誉教授
- 山口拓美 - 神奈川大学教授
- 吉岡宏高 - 札幌国際大学教授、まちづくりコーディネーター、観光学
- 田崎公司 - 大阪商業大学准教授
- 森下宏美 - 北海学園大学教授
- 山口朋泰 - 中央大学教授、会計学、日経・経済図書文化賞、日本会計研究学会太田・黒澤賞受賞

### 文学
- せきしろ - 作家、コラムニスト（中退）
- 高木佳子 - 歌人（日本歌人クラブ新人賞受賞）
- 粒来哲蔵 - 詩人（晩翠賞、現代詩人会H氏賞、高見順賞受賞）、白鷗大学教授
- 松浪和夫 - 小説家（サスペンス作家）
- 中村文則 - 小説家（芥川賞、大江健三郎賞等受賞）
- 和合亮一 - 詩人（晩翠賞、中原中也賞受賞）

### 芸術
- 村川透 - 映画監督（松田優作 遊戯シリーズ、探偵物語、あぶない刑事、西部警察 他）
- 渡辺伸 - 写真家
- 常本琢招 - 映画監督
- 渡辺文樹 - 映画監督
- 大河原隆則 - 彫刻家
- 森新太郎 - 演出家、芸術選奨奨励賞新人賞受賞

### マスコミ
- 太田みどり - テレビユー福島契約アナウンサー
- 奥秋直人 - テレビユー福島アナウンサー
- 神山浩樹 - IBC岩手放送アナウンサー、気象予報士
- 木村慎吾 - 青森朝日放送アナウンサー
- 熊谷瞳 - 山形テレビアナウンサー
- 佐藤雪江 - 岩手めんこいテレビ元アナウンサー
- 武田真紀 - フリーアナウンサー
- 本田俊介 - NHKアナウンサー

### スポーツ
- 佐々木等 - 東京高等師範、東京女子高等師範、南京大学、宇都宮大学、福島大学教授、サッカーの草分け
- 井村久美子 - 陸上選手（女子走幅跳日本記録保持者、2006年ドーハアジア大会金メダリスト）
- 佐藤真有 - 陸上選手、北京オリンピック代表
- 千葉麻美 - 陸上選手（女子400m日本記録保持者）、北京オリンピック代表
- 二瓶秀子 - 陸上選手（女子100m前日本記録保持者）
- 松下哲哉 - 水泳・アーティスティックスイミング指導者（運動生理学、息こらえ）
- 吉田真希子 - 陸上選手（女子400mハードル前日本記録保持者）
- 久保倉里美 - 陸上選手、北京オリンピック代表（女子400mハードル日本記録保持者）
- 青木沙弥佳 - 陸上選手、北京オリンピック代表
- 渡辺なつみ - 陸上選手（2007年大阪世界陸上代表）
- 渡辺真弓 - 陸上選手
- 金沢みどり - バスケットボール選手

### その他
- 千田潤一 - 英語教育者、TOEICの普及に尽力、ICC社長
- 葦津珍彦 - 神道家、神社本庁設立に尽力
- 百井盛 - ギネス世界長寿認定者
- 篠田次郎 - 清酒評論家、吟醸酒ブーム仕掛け人
- はむつんサーブ - ダンサー

この項目は、ウィキプロジェクト 大学のテンプレートを使用しています。